# ایستگاه مرکزی مالمو
ایستگاه مرکزی مالمو (سوئدی: Malmö centralstation) یک ایستگاه راه‌آهن در شهر مالمو، سوئد است.
ایستگاه که در سال ۱۸۵۶ توسط آدولف دابلیو. ایدلسورد ساخته شده جزئی از خط اصلی جنوبی است.

## نگارخانه

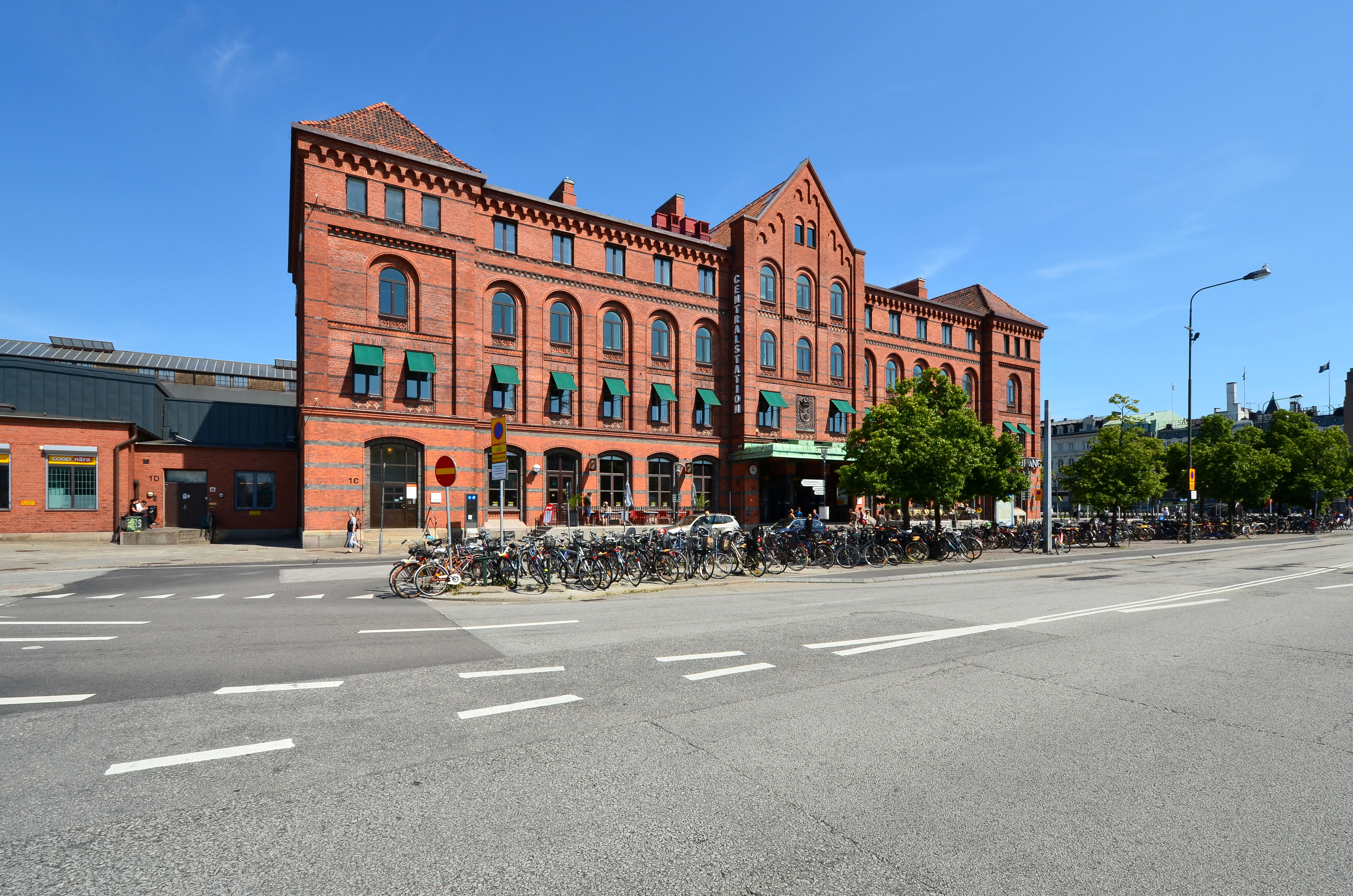
West Façade
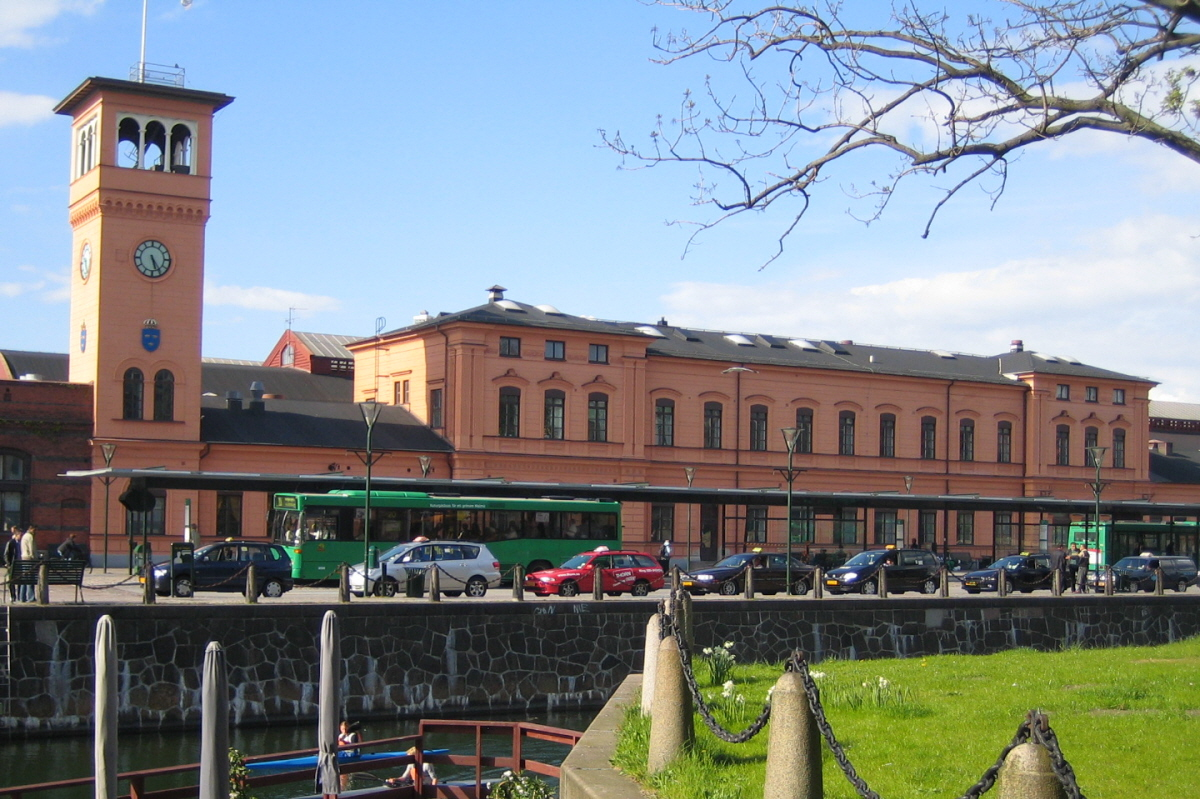
View from Centralplan
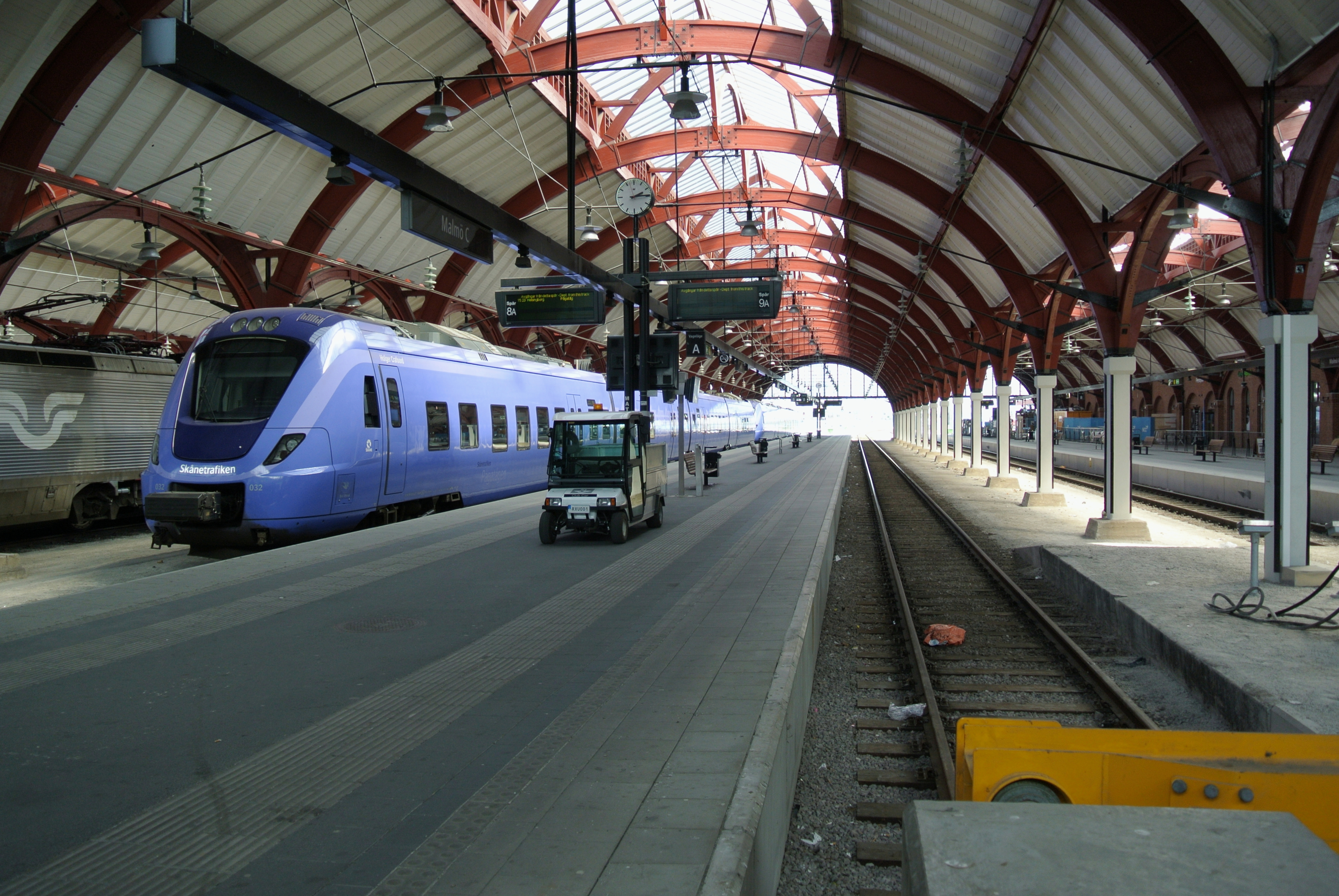
Ground floor platforms and a Skånetrafiken commuter train
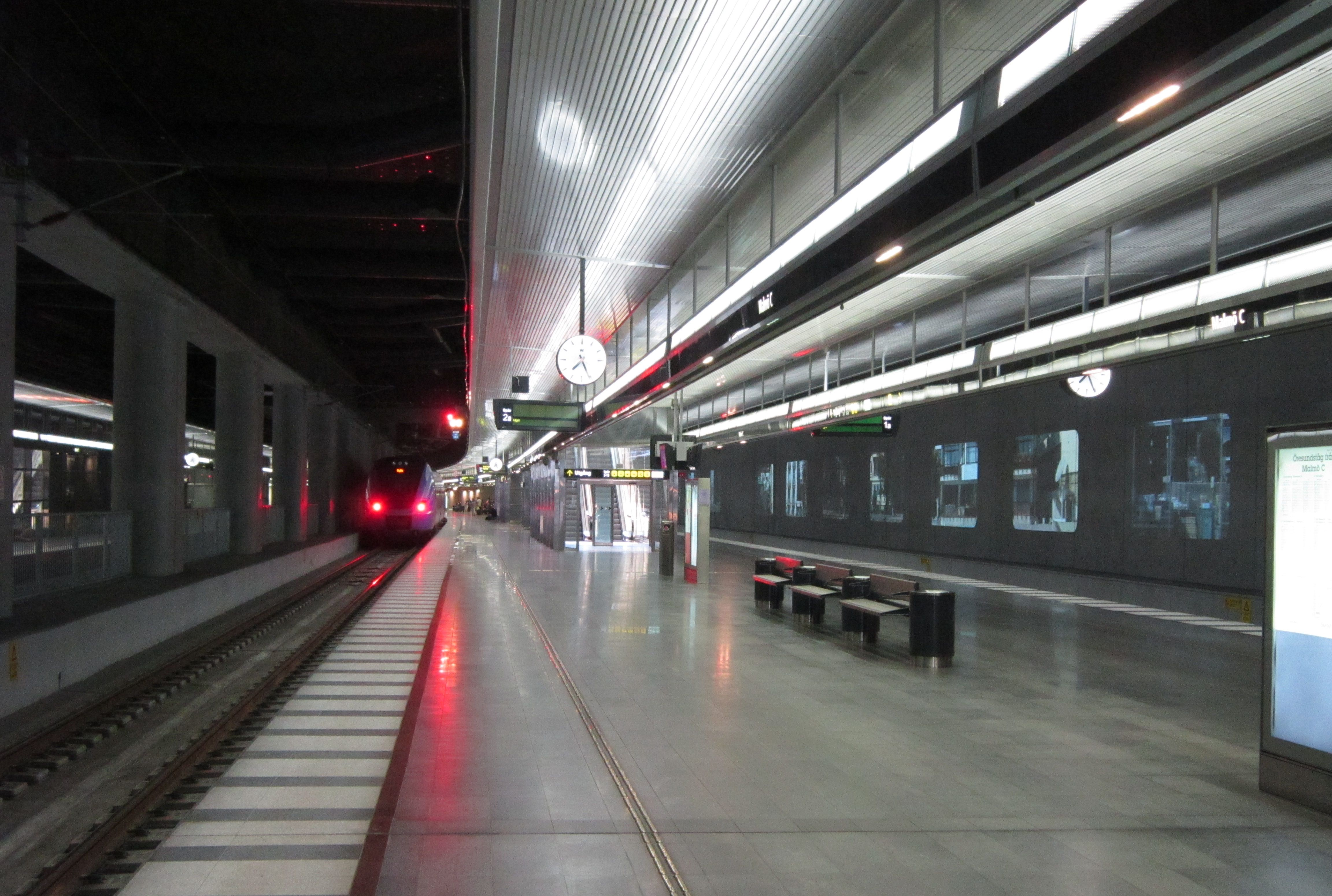
Underground platforms
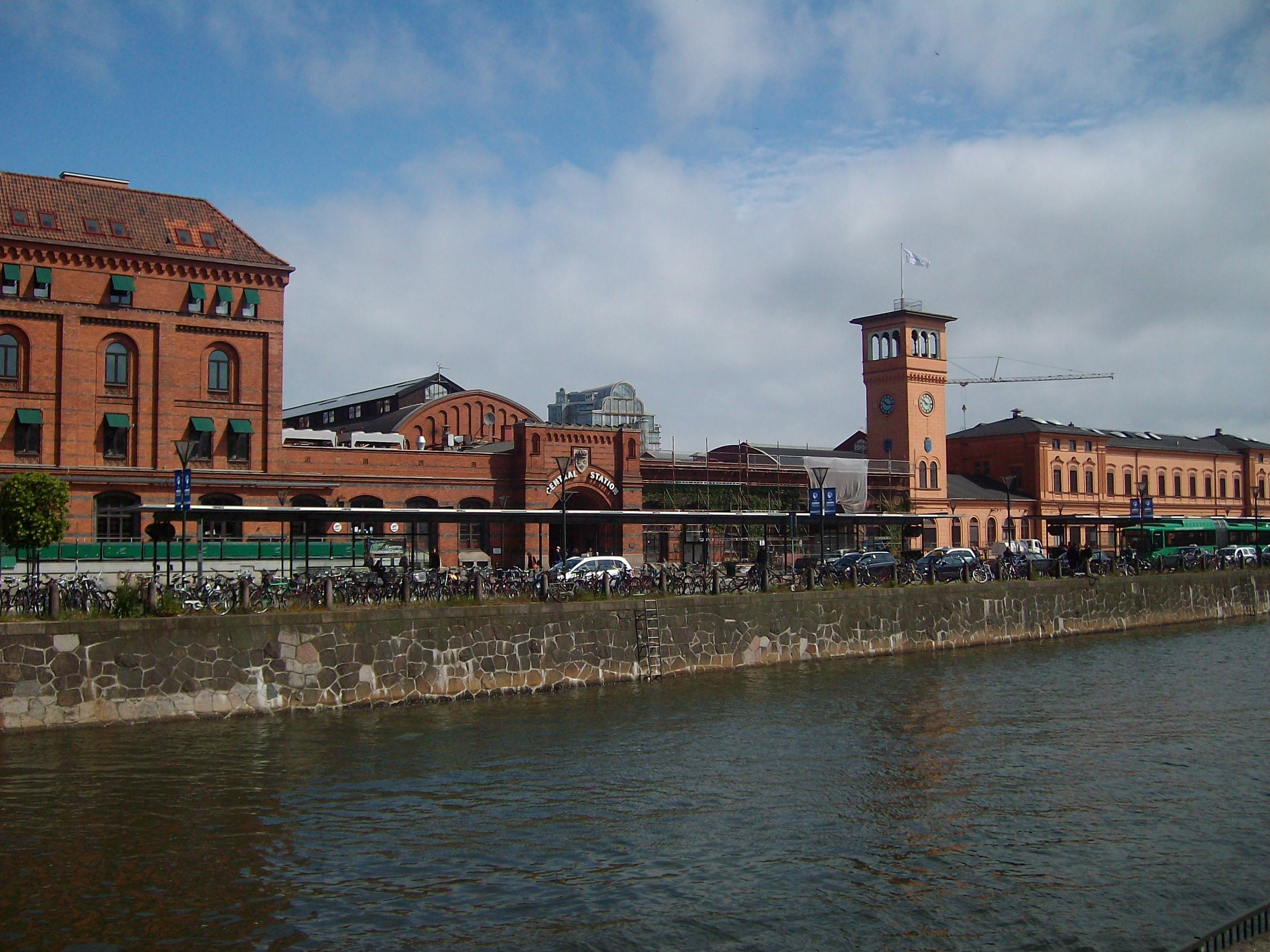
South façade (in its former colours)